# 지오구 산투스 한제우
지오구 산투스 한제우(포르투갈어: Diogo Santos Rangel, 1991년 8월 19일 ~ )는 지오구 산투스로 불리는 브라질의 축구 선수이며 포지션은 수비수로 현재는 브라질 4부 리그의 토에두 EC에서 뛰고 있으며 K리그 등록명은 대전 하나 시티즌 소속 당시엔 디오고였고 강원 FC 소속 당시에는 산토스였으며 K리그에 진출한 최초의 동티모르 선수이다.

## 선수 생활
2014년 대전 하나 시티즌에 입단하였으나 사실상 브라질과 동티모르 이중국적자였기 때문에 아시아쿼터제를 채우기 위해 동티모르 국적으로 등록했다.
그러나 부상 등의 이유로 출전기회를 잡지 못했으며 수원 FC와의 리그 개막전과 FC 목포와의 FA컵 경기 등에 출전하였으며 FC 시비리 노보시비르스크와의 It's Daejeon 축구대회에도 출전했으나 별다른 활약을 보이지 못한 채 시즌 중반 대전과의 계약을 해지하였다.
2014 시즌 중반 K리그2의 강원 FC로 이적했고 친정팀인 대전과의 원정 경기에서 후반 교체 출전했으나 그 뒤로는 출전 기회를 잡지 못했고 2014 시즌을 끝으로 강원을 떠났다.
그리고 2017년 1월 19일 위조된 문서를 통해 동티모르 축구 국가대표팀에 발탁된 것이 적발되면서 동티모르 축구대표팀으로서의 자격을 박탈당했다.